# Ян Замойський (єпископ)
Ян Замойський (пол. Jan Zamojski; ? — 30 березня 1614) — польський шляхтич, державний і римо-католицький релігійний діяч, дипломат. Представник роду Замойських гербу Гримала. Львівський латинський архієпископ у 1604—1614 роках.

## Життєпис

Варіант гербу Гримала

Навчався за кордоном, повернувся додому після смерті Сигізмунда ІІ Авґуста. Під час виборів короля за дорученням від інтеррекса, примаса Якуба Уханського заспокоїв конкурентів, тому що могло дійти до війни між ними. Був висланий королем Стефаном Баторієм послом до Риму — до Папи Григорія XIII — щоб привезти до Речі Посполитої відомих професорів, однак місія виявилась невдалою. Був послом: до архикнязів Австрії від С. Баторія, імператора Рудольфа ІІ — з новиною про смерть С. Баторія; до Османської імперії — від Сигізмунда ІІІ Вази, рік був у в'язниці, поки не прийшли королівські листи. Був пишно прийнятий як посол, обдарований подарунками. Потім знову був послом до султана через татарський напад на Річ Посполиту і заледве повернувся живим. Після цього мав дипмісії у Відні і Римі (до папи Климента VIII). Став єпископом-суфраганом і абатом у Плоцьку. Був призначений комісаром за рішенням Сейму 1643 року.
Купив містечко та село Погорільці з Торкочином, Станимиром, Дворищем, Підгайчиками, Залукою у Андрія Лагодовського та його дружини Софії з пол. Przezwok за 33000 злотих. Акт купівлі-продажу уклав у Львові 9 січня 1609 року. Краківській академії надав 5000 злотих.
1610 року посвятив наріжний камінь костелу єзуїтів Львова. За нього хори катедрального костелу Львова були покриті міддю, монастир бенедиктинок був відокремлений муром. «Вивіндикував» «Козлівський ключ» з чужих рук для Львівської латинської єпархії. Для війни з Московією дав 13000 злотих, для викупу невільника у османів — 1000. Багато читав праці давніх авторів, особливо Сенеки. Від природи міг гніватися, але швидко стримувався. Для львівського архидиякона випросив у короля Буське пробоство.
Помер 30 березня 1614 року. Був похований у латинській катедрі Львова (каплиця Замойських, тепер святого Йосипа), де у другій половині 1614 року або в першій половині наступного йому було виготовлено алебастровий надгобок, автором якого вважають Йогана Пфістера.